# لی گوین
لی گوین (ویتنامی: Nguyễn Thế Anh؛ زادهٔ ۷ اکتبر ۱۹۸۶) بازیکن فوتبال اهل ایالات متحده آمریکا است.
وی همچنین در تیم ملی فوتبال ایالات متحده آمریکا بازی کرده است.